# Eurytoma tropicana
Eurytoma tropicana är en stekelart som beskrevs av Jean Risbec 1953. Eurytoma tropicana ingår i släktet Eurytoma och familjen kragglanssteklar.
Artens utbredningsområde är Elfenbenskusten. Inga underarter finns listade i Catalogue of Life.